# 1831 год в науке
В 1831 году были различные научные и технологические события, некоторые из которых представлены ниже.

## Открытия
- 1 июня — английский мореплаватель Джеймс Кларк Росс открыл северный магнитный полюс Земли.
- Английским физиком Майклом Фарадеем было открыто явление электромагнитной индукции.

## События
- 12 февраля — в Бостоне появились в продаже резиновые галоши.
- Либих впервые получил хлороформ.
- Начало кругосветной экспедиции корабля «Бигл» под командой Роберта Фицроя, с участием Чарльза Дарвина.
- В работах Фарадея и Генри впервые появилось схематичное изображение будущего трансформатора.

## Родились
- 25 января — Константин Николаевич Леонтьев, русский философ (ум. 1891).
- 26 января — Де Бари, Антон, немецкий ботаник.
- 3 марта — Джордж Мортимер Пулльман американский изобретатель и промышленник, создатель компании «Пульман»[1].
- 13 июня — Максвелл, Джеймс Клерк, физик, создатель классической электродинамики.
- 14 июля — Александр Фёдорович Гильфердинг, русский славяновед и фольклорист.
- 27 июля — Людвиг Нобель, предприниматель, конструктор станков, член Русского технического общества.
- 12 августа — Елена Петровна Блаватская, религиозный философ теософского (пантеистического) направления.
- 8 декабря — Бредихин, Фёдор Александрович, русский астроном, академик.
- 25 декабря – Соломон Лефман, немецкий филолог, санскритолог.

## Скончались
- 20 января — Христиан Фридрих фон Глюк, немецкий юрист и педагог; профессор Эрлангенского университета (род. 1755).
- 17 июня — Софи Жермен, французский математик и механик.
- 11 июля — Головнин, Василий Михайлович, русский мореплаватель, вице-адмирал, член-корреспондент Петербургской Академии наук.
- 14 ноября — Гегель, Георг Вильгельм Фридрих, немецкий философ.
- 16 ноября — Клаузевиц, Карл, немецкий военный теоретик и историк, прусский генерал.
- 18 декабря — Билдердейк, Виллем, нидерландский поэт, филолог, историк.